# Webben

Webbens historiska logotyp designad av Robert Cailliau.

Webben (alternativt World Wide Web eller www) är en tjänst som gör webbsidor och andra datafiler åtkomliga via Internet eller intranät. Webbsidorna är så kallade hypertextdokument som kan innehålla text, bilder, video, och annan multimedia, samt klickbara hyperlänkar. Med ett datorprogram som kallas webbläsare kan användaren ladda ned webbsidor som är lagrade på olika webbservrar (webbplatser), och navigera mellan sidorna genom att klicka på hyperlänkarna. Servrarna och sidorna bildar en världsvid väv av sammanlänkade dokument, därav namnet www.
Att bläddra fritt mellan webbsidor och planlöst följa länkar mellan webbplatser runt om i världen kallas att surfa på nätet. En samling webbsidor som lagras på en specifik webbserver kallas en webbplats.
World Wide Web som idé presenterades av engelsmannen Tim Berners-Lee den 12 mars 1989, då han presenterade ett förslag till nätbaserad informationshantering för sin arbetsgivare, forskningscentrumet Cern i Schweiz. Samma år skapade han den första webbplatsen, för CERN. Den första webbplatsen blev tillgänglig för allmänheten 6 augusti 1991.

## Teknisk struktur
Webbsidorna ligger fysiskt lagrade på datorer spridda över världen. En dator som tillhandahåller webbsidor kallas en webbserver. Lämplig programvara finns fritt tillgänglig för de flesta operativsystem. Ofta sköter en server en webbplats, men flera webbplatser kan samlas på ett så kallat webbhotell (och större webbplatser kan skötas av flera datorer).
Nätverkets grundläggande struktur bildas genom webbsidorna och webbplatserna, men de använda hyperlänkarna, webbadresserna ("URL") kan också hänvisa till andra resurser. Webbsidor överförs vanligen med det för ändamålet utvecklade datakommunikationsprotokollet HTTP.
Webbadressen har formen protokoll://server:portnummer/sökväg/filnamn?parametrar#ankare, där protokollet är http vid vanlig webbkommunikation, och https vid krypterad ("säker") webbkommunikation. Dessa protokoll är de som främst används för själva webben. Man kan ange också andra protokoll som används på Internet, till exempel FTP ("ftp"), Usenet ("news"), E-post ("mailto") och IRC ("irc"), och också en del sådana som inte används på Internet, såsom telefonnummer ("tel"). Servern anges i form av domännamn (DNS-namn) eller IP-adress. En DNS-server anlitas för att översätta domännamnet till en IP-adress, så att man inte behöver minnas IP-nummer. Portnumret låter kontakten styras till rätt process, om webbservern inte använder standardporten 80. Sökväg, filnamn och parametrar tolkas av webbservern, ofta som en fil med namnet ifråga, ett program som skall köras med de givna parametrarna eller en databasnyckel. Ankaret används av webbläsaren för att hitta rätt ställe i dokumentet.
Filtypen för webbsidor är vanligen html (ett märkspråk konstruerat för ändamålet), men man kan länka till resurser av annan typ och webbsidorna kan inkludera andra sorters filer, till exempel bilder (ofta jpeg, gif eller png), ljud och video. Om protokollet är http eller https specificeras filtypen genom detta protokoll, annars måste webbläsaren i många fall gissa filtypen själv, vanligen utgående från filändelse eller början av själva filen.

## Relation mellan internet och webben
Webben är ett av många tillämpningsområden för Internet, men eftersom webben är den mest kända tillämpningen sammanblandas Internet (talspråk nätet) och webben ofta. Webben fick sitt genomslag i mitten av 1990-talet, ungefär samtidigt som privathushåll och företag i större skala fick möjlighet att ansluta sig till internet. Www var vid sidan av e-posten den tjänst nykomlingarna främst använde. De funktioner www erbjöd fanns sedan tidigare i form av bland annat filöverföringsprotokollet FTP och filbläddringssystemet Gopher, vilka kan beskrivas som föregångare till webben, men www var betydligt mångsidigare och mer lättanvänt. Vanliga internettjänster som inte räknas till webben är e-post, IP-telefoni, onlinespel och direktmeddelanden (messagingtjänster). Emellertid suddas gränsen ut mellan webben och andra applikationer, då det finns webbgränssnitt till flera av dessa tjänster, så att man inte behöver starta ett särskilt datorprogram utan kan använda webbläsaren för att komma åt dem. Många tjänster som kräver särskilda program, exempelvis mediaspelare och mobilappar som finns tillgängliga på App Store (Apple) och Google Play (Google), använder i grunden samma kommunikationsteknik (HTTP-protokollet) som webben, även om tjänsterna inte alltid är tillgängliga via vanliga webbläsare.

## Terminologi
World Wide Web är en kombination av fyra ingredienser:
1. Hypertext, vilket är en typ av information som gör att man med användning av en dator kan flytta fokus från en del av ett dokument till något annat avsnitt i samma dokument eller i ett helt annat dokument, med hjälp av referenser (hyperlänkar) som lagts in i dokumenten.
2. Globalt standardiserade informationsidentifierare, som gör det möjligt att unikt peka ut information som finns lagrad på ett sådant sätt att den kan nås genom Internet.
3. Klient–server-modellen, för samspel och kommunikation mellan datorer. Enligt denna modell kan program i en klientdator göra förfrågningar hos program på en serverdator som därefter ger klienten den information som efterfrågas, till exempel ett textdokument.
4. Märkspråk, exempelvis HTML och XHTML, är särskild text som finns i dokumentet men inte syns när dokumentet presenteras för användaren, utan istället utgör direktiv till det datorprogram som presenterar dokumentet, om formatering, hyperlänkar, inbäddade bilder, strukturering, till exempel i kapitel och paragrafer, om semantiska relationer mellan textdelar och om hur det ska visas rent grafiskt.

## Teknik
Www är byggt kring standarderna:
- Uniform Resource Locator (URL), som specificerar hur webbadresser ser ut,
- Hyper Text Transfer Protocol (HTTP), som specificerar hur webbsidorna skickas, och
- Hyper Text Markup Language (HTML), som specificerar hur webbsidornas innehåll beskrivs.

En del resurser som från tidigare funnits på nätet och kan länkas från webben kan uppfattas tillhöra denna, trots att de använder andra standarder än HTTP och HTML. Likaså kan nya resurser publiceras på andra sätt. Vad som hör till webben är därmed inte väldefinierat.
World Wide Web Consortium (W3C) är en organisation som arbetar med att ta fram standarder för World Wide Web.

## Användning
För att använda www behövs en internetuppkoppling och, om man vill ha ett användarvänligt gränssnitt, en webbläsare.
Ingen vet längre hur stor webben är. Webbsidorna som kan hittas genom vanliga sökmotorer är bara en liten del av webben. Denna publika del av webben kallas The Surface Web eller "ytwebben". Under den finns The Deep Web eller ”djupwebben” där ligger alla webbsidor som kräver en inloggning. På ytterligare en djupare nivå ligger Darknet som är ökänd för att vara den del av webben som förknippas med olika olagliga aktiviteter och affärer. Att ta sig in på Darknet kräver både specialkunskap och ett aktivt beslut.

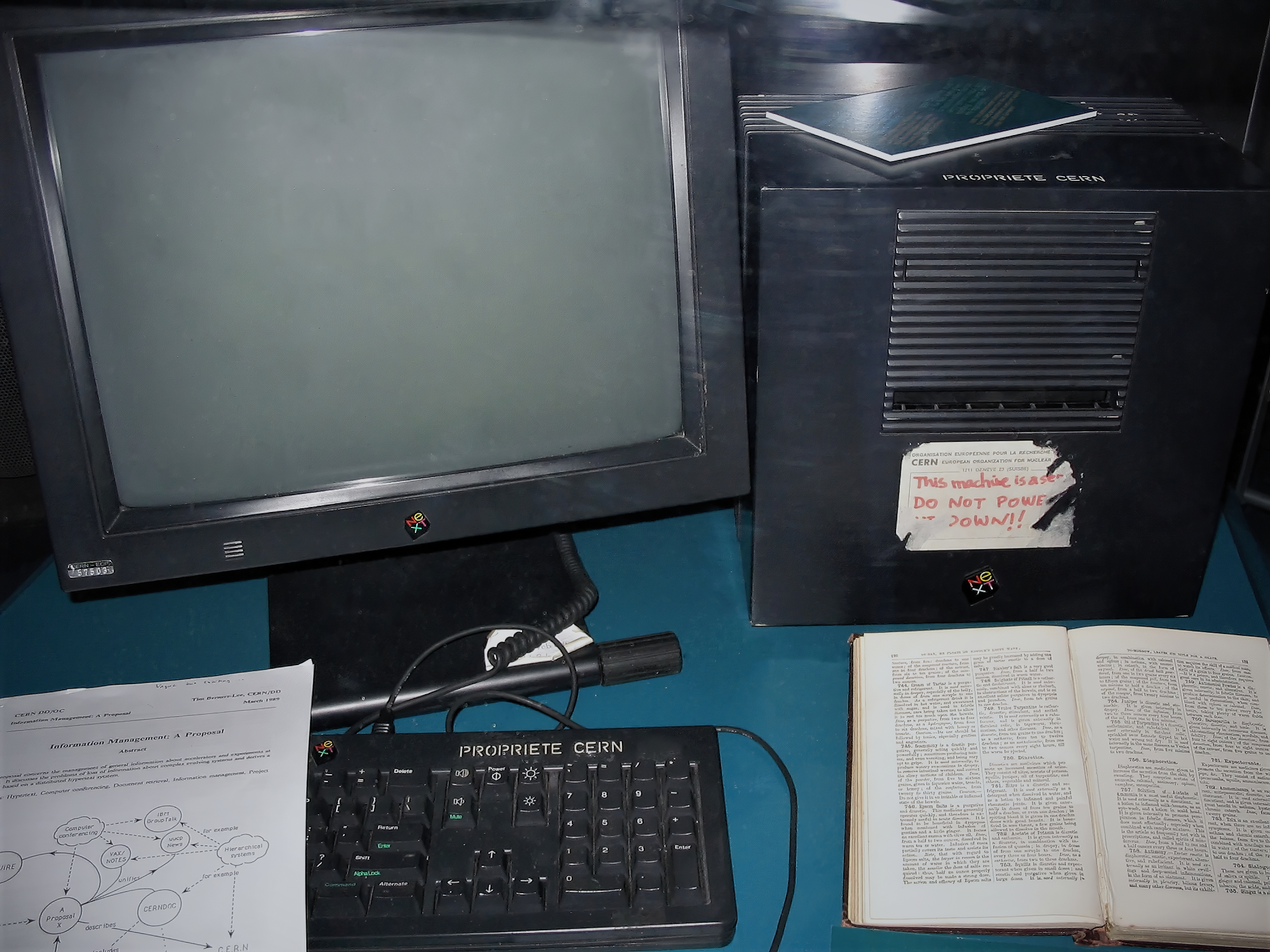
Den första webbservern var en arbetsstation av typen Next.

## Historia
Innan World Wide Web uppfanns så fanns det nästan inga system för att enkelt länka till och mellan saker och samordning saknades helt. Www kommer ifrån ett projekt på det europeiska forskningscentrumet Cern. Dess uppfinnare är engelsmannen Tim Berners-Lee, som skapade World Wide Web år 1990. Hans uppfinning består egentligen av tre delar:
- Den första delen är datorspråket HTML, HyperText Markup Language, som alla webbsidor byggs med. HTML medför att webbläsare kan tolka vad som är en rubrik, ett textstycke, en bild, en länk och så vidare.
- Den andra delen av hans uppfinning är webbläsare som visar själva webbsidorna.
- Den tredje delen är HTTP-protokollet, Hypertext Transfer Protocol. Ett protokoll är ett regelverk för att två datorer ska kunna förstå varandra och just HTTP-protokollet bestämmer hur innehåll på webben ska överföras, så att webbservrar och webbläsare kan förstå varandra.[5]

Den första webbplatsen fanns på adressen http://info.cern.ch/ och skapades 20 december 1990. Den publicerades för allmänheten den 6 augusti 1991. I april 1993 beslutade Cern att släppa rättigheterna till webben fria. Detta satte fart på webbens spridning och systemet kom att spridas över hela världen.
Den första grafiska webbläsaren med brett genomslag var Mosaic som lanserades 1993. Mosaic var även den byggd med öppen källkod.

## Kultur

### Språk
Det populäraste språket för kommunikation på internet är engelska. Det beror dels på USA:s dominans inom många tekniska områden, särskilt datateknik, och att många utanför USA kan engelska. För språk utanför Västeuropa/Nord/Sydamerika var det problem med äldre operativsystem som hade begränsad möjlighet att hantera deras tecken.
Efter engelska (28 procent av internetanvändarna) är de språk som efterfrågas i störst utsträckning kinesiska (22 procent), spanska (8 procent), japanska (6 procent), franska (5 procent) och portugisiska (4 procent) i september 2009 enligt Internet World Stats. Uppräknat efter världsdel finns 43 procent av alla internetanvändare i Asien, 24 procent i Europa och 15 procent i Nordamerika i september 2009 enligt Internet World Stats.

### Censur
Många webbplatser, speciellt forum, har valt att censurera inlägg eller ord på enskilda sidor. Exempelvis kan grova och stötande ord bytas ut mot asterisker (*) av administratören; detta kan också ske automatiskt. Censursystem som begränsar vilka sidor användarna kan besöka tillämpas även på vissa svenska grundskolor. Internetfilter används också av föräldrar som vill begränsa tillgången till internet för barn och ungdom. Det finns gratis system som openDNS som kan ställas in att filtera på många sätt och som också fungerar på många svenska webbplatser.
Vissa länder såsom Iran och Kina har satt tekniska begränsningar för vilket material folk i dessa länder får tillgång till på internet, särskilt om det gäller oönskat politiskt och religiöst innehåll. I Kina gäller det även exempelvis sådant som ligger på den kinesiska versionen av Wikipedia. Stora internationella företag såsom Microsoft, Yahoo, Google har anklagats för att vara alltför tillmötesgående mot de kinesiska myndigheternas krav på censur av internet, men dessa försvarar sig med att de bara anpassar sig till gällande nationell lagstiftning, vilket gäller även för till exempel Googles svenska sökmotor som filtrerar bort i Sverige olagligt barnpornografiskt material. Svensk polis har under de senaste åren en spärrlista som de flesta operatörer följer. Spärrlistan har fått kritik för att den censurerar fler sidor än som officiellt påstås, att informationen om vilka sidor som är censurerade hålls hemlig, samt att den är ineffektiv då man enkelt kan gå runt den genom att använda en annan DNS, såsom openDNS om dess filteringsfunktion inte aktiveras. Den officiella bilden är att spärrlistan ska spärra webbadresser som går till barnpornografiskt innehåll. Då listan hålls hemlig kan detta dock inte bekräftas av oberoende källor.

### Näthat och nätmobbning
Näthat betyder mobbning, ärekränkning och förtal på internet, ofta anonymt. En studie visar att krav på inloggning gör att kommentarer i kommentarsfältet i nättidningar blir längre och mer sakliga, men språket kan fortfarande vara lika grovt. En uppmärksammad form är nätmobbning som drabbar barn och ungdomar på sociala nätverk. Ett upplopp av skolungdomar inträffade i Göteborg efter att rasistiska och sexistiska förolämpningar lagts ut mot en rad unga tjejer på Instagram.
Ett relaterat fenomen är trolling, då personer som kallas internettroll provocerar fram konflikter (flame wars) på internet.